# Specklinia alexii
Specklinia alexii là một loài thực vật có hoa trong họ Lan. Loài này được (A.H.Heller) Pridgeon & M.W.Chase mô tả khoa học đầu tiên năm 2001.